# Холоневичи
Холоне́вичи (укр. Холоневичі) — село в Цуманской поселковой общине Луцкого района Волынской области Украины.
До 2020 года входило в Киверцовский район.
Код КОАТУУ — 0721887601. Население по переписи 2001 года составляет 1158 человек. Почтовый индекс — 45211. Телефонный код — 3365. Занимает площадь 3,229 км².